# Bemesetron
Bemeetron (MDL-72222) là một loại thuốc hoạt động như một chất đối kháng ở thụ thể 5HT3. Nó có tác dụng chống nôn tương đương với metoclopramide, tuy nhiên nó không được sử dụng trên lâm sàng, thay vào đó, ứng dụng chính của nó là trong nghiên cứu khoa học nghiên cứu sự liên quan của thụ thể 5HT 3 trong hành động lạm dụng thuốc.